# Ioan Comșa
Ioan Comșa (n. 1885, Toarcla, județul Brașov – d. 1959, Leșnic, județul Hunedoara) a fost un deputat în Marea Adunare Națională de la Alba Iulia , organismul legislativ reprezentativ al „tuturor românilor din Transilvania, Banat și Țara Ungurească”, cel care a adoptat hotărârea privind Unirea Transilvaniei cu România, la 1 decembrie 1918 :p. 199.

## Biografie
A făcut școala primară în Sâmbăta de Jos, gimnaziul la Brașov și Pedagogia în Sibiu. Ajunge învățător în județul Târnava Mare, de unde se mută în Leșnic, în urma numeroaselor conflicte cu revizorii maghiari :p. 199.  
A fost, de asemenea, paroh în comuna Leșnic în perioada 1914-1941 și președinte al cercurilor culturale preoțești și învățătorești, dar și președinte al subsecției de plasă a învățătorilor din plasa Deva :p. pp. 62-63.

## Activitatea politică
Ca deputat în Adunarea Națională din 1 decembrie 1918 a fost delegat al Cercului electoral Dobra :p. 199.	